# Ерік Туксен
Ерік Туксен (дан. Erik Tuxen) — данський диригент.

## Біографія
Народився 4 липня 1902 року в Мангаймі (Німеччина). Навчався в Мангаймі у Віктора Шелера гри на фортепіано, Н. Ростеда музичної теорії, Р. Берга диригування, і у Відні у Ернста Тоха композиції. У 1927—1929 роках Тукса був диригентом Любекського оперного театру. У 1929 році переїхав до Копенгагену, де працював в Новому театрі (1929—1930), Королівському театрі (1930—1932) і театрі «Нерребру» (1932—1933). 1932 року створив джазовий оркестр, яким керував до 1936 року. З 1936 року був диригентом симфонічного оркестру Данського радіо.
Гастролював у багатьох країнах Європи й Америки, під його керівництвом виконувалися твори данських композиторів, в тому числі Карла Нільсена. 1950 року виступав на Единбурзькому музичному фестивалі. Помер 28 серпня 1957 року в Копенгагені.